# Kuniji Toda
Pour les articles homonymes, voir Toda.
Kuniji Toda (戸田 邦司, Toda Kuniji), né le 18 novembre 1934 à Iwaki (préfecture de Fukushima) et mort le 4 septembre 2023, est un ingénieur et homme politique japonais. Membre du parti de la nouvelle frontière et plus tard du parti libéral, il siège à la chambre des conseillers de 1995 à 2001.
Toda est décédé le 4 septembre 2023, à l'âge de 88 ans.